# باري بوهم
باري بوهم (بالإنجليزية: Barry W. Boehm)‏ (من مواليد 1935) هو مهندس برمجيات أمريكي، وأستاذ في علم الحاسوب والمدير المؤسس لمركز نظم وهندسة البرمجيات في جامعة جنوب كاليفورنيا. اشتهر بإسهاماته العديد في مجال هندسة البرمجيات.